# أزدرخت صيني
أزدرخت صيني (الاسم العلمي:Melia chinensis) هو نوع غير مؤكد من النباتات يتبع جنس الأزدرخت من الفصيلة الأزدرختية.